# Penelopa
Penelopa (gr. Πηνελόπη Penelope lub Πηνελόπεια Penelopeia) – córka Periboi i Ikariosa, postać w Odysei, żona Odyseusza, matka Telemacha, wzór wiernej żony; przez okres dwudziestu lat oczekiwała powrotu męża (10 lat wojny trojańskiej i 10 lat tułaczki Odyseusza), zwodząc ubiegających się o jej rękę 108 zalotników (przyrzekła wybrać jednego z nich na męża, gdy ukończy tkać szatę dla swojego teścia) przy pomocy podstępu (aby odwlec ukończenie szaty, pruła nocą tkaninę, nad którą pracowała w dzień, por. beczka Danaid).
Po śmierci Odyseusza została żoną Telegonosa. Zamieszkała z nim, Kirke i Telemachem na Wyspach Błogosławionych.